# Grand Prix Švédska 1977
Grand Prix Švédska 1977 (oficiálně XIII Sveriges Grand Prix) se jela na okruhu Scandinavian Raceway v Anderstorpu ve Švédsku dne 19. června 1977. Závod byl osmým v pořadí v sezóně 1977 šampionátu Formule 1.

## Závod
| Poř.   | No. | Jezdec             | Konstruktér        | Počet kol | Čas/Odstoupení | Pořadí na startu | Body |
| ------ | --- | ------------------ | ------------------ | --------- | -------------- | ---------------- | ---- |
| 1      | 26  | Jacques Laffite    | Ligier-Matra       | 72        | 1:46:55.520    | 8                | 9    |
| 2      | 2   | Jochen Mass        | McLaren-Ford       | 72        | + 8.449        | 9                | 6    |
| 3      | 12  | Carlos Reutemann   | Ferrari            | 72        | + 14.369       | 12               | 4    |
| 4      | 4   | Patrick Depailler  | Tyrrell-Ford       | 72        | + 16.308       | 6                | 3    |
| 5      | 7   | John Watson        | Brabham-Alfa Romeo | 72        | + 18.735       | 2                | 2    |
| 6      | 5   | Mario Andretti     | Lotus-Ford         | 72        | + 25.277       | 1                | 1    |
| 7      | 22  | Clay Regazzoni     | Ensign-Ford        | 72        | + 31.266       | 14               |      |
| 8      | 34  | Jean-Pierre Jarier | Penske-Ford        | 72        | + 1:04.567     | 17               |      |
| 9      | 16  | Jackie Oliver      | Shadow-Ford        | 72        | + 1:22.479     | 16               |      |
| 10     | 8   | Hans-Joachim Stuck | Brabham-Alfa Romeo | 71        | + 1 kolo       | 5                |      |
| 11     | 30  | Brett Lunger       | McLaren-Ford       | 71        | + 1 kolo       | 22               |      |
| 12     | 1   | James Hunt         | McLaren-Ford       | 71        | + 1 kolo       | 3                |      |
| 13     | 24  | Rupert Keegan      | Hesketh-Ford       | 71        | + 1 kolo       | 24               |      |
| 14     | 31  | David Purley       | LEC-Ford           | 70        | + 2 kola       | 19               |      |
| 15     | 27  | Patrick Nève       | March-Ford         | 69        | + 3 kola       | 20               |      |
| 16     | 25  | Harald Ertl        | Hesketh-Ford       | 68        | + 4 kola       | 23               |      |
| 17     | 17  | Alan Jones         | Shadow-Ford        | 67        | + 5 kol        | 11               |      |
| 18     | 28  | Emerson Fittipaldi | Fittipaldi-Ford    | 66        | + 6 kol        | 18               |      |
| 19     | 6   | Gunnar Nilsson     | Lotus-Ford         | 64        | Ložisko        | 7                |      |
| Ret    | 10  | Ian Scheckter      | March-Ford         | 61        | Řazení         | 21               |      |
| Ret    | 19  | Vittorio Brambilla | Surtees-Ford       | 52        | Tlak paliva    | 13               |      |
| Ret    | 11  | Niki Lauda         | Ferrari            | 47        | Zacházení      | 15               |      |
| Ret    | 20  | Jody Scheckter     | Wolf-Ford          | 29        | Nehoda         | 4                |      |
| Ret    | 3   | Ronnie Peterson    | Tyrrell-Ford       | 7         | Zapalování     | 10               |      |
| DNQ    | 9   | Alex Ribeiro       | March-Ford         |           |                |                  |      |
| DNQ    | 36  | Emilio de Villota  | McLaren-Ford       |           |                |                  |      |
| DNQ    | 18  | Larry Perkins      | Surtees-Ford       |           |                |                  |      |
| DNQ    | 33  | Boy Hayje          | March-Ford         |           |                |                  |      |
| DNQ    | 39  | Héctor Rebaque     | Hesketh-Ford       |           |                |                  |      |
| DNQ    | 35  | Conny Andersson    | BRM                |           |                |                  |      |
| DNQ    | 32  | Mikko Kozarowitzky | March-Ford         |           |                |                  |      |
| Zdroj: |     |                    |                    |           |                |                  |      |

## Průběžné pořadí po závodě
Pohár jezdců
| Pořadí | Jezdec           | Body |
| ------ | ---------------- | ---- |
| 1      | Jody Scheckter   | 32   |
| 2      | Niki Lauda       | 31   |
| 3      | Carlos Reutemann | 27   |
| 4      | Mario Andretti   | 23   |
| 5      | Jochen Mass      | 14   |
| Zdroj: |                  |      |

Pohár konstruktérů
| Pořadí | Konstruktér  | Body |
| ------ | ------------ | ---- |
| 1      | Ferrari      | 50   |
| 2      | Lotus-Ford   | 34   |
| 3      | Wolf-Ford    | 32   |
| 4      | McLaren-Ford | 21   |
| 5      | Tyrrell-Ford | 14   |
| Zdroj: |              |      |